# アイドル (曲)
「アイドル」（英語: "Idol"）は、日本の音楽ユニット・YOASOBIの楽曲。2023年4月12日に各種音楽配信サービスにて配信が開始され、5月26日には英語版をリリース、6月21日には完全生産限定盤として、7inchレコードサイズの紙ジャケット仕様に、赤坂アカ書き下ろしの小説『45510』（後述）が掲載されたポスター型ブックレットが付属したCDが発売され、7月26日には7インチアナログレコード盤も発売された。2024年11月15日には、12インチアナログレコード盤がアメリカのMilan Recordsより発売された。
本楽曲は、テレビアニメ『【推しの子】』第1期のオープニングテーマとなっており、漫画原作者である赤坂アカがYOASOBIのために書き下ろし、特設サイトで公開されている『【推しの子】』のスピンオフ小説『45510』を元に制作されている。
全世界からアメリカ合衆国を除いた楽曲チャートであるBillboard Global Excl. U.S.において日本の楽曲で初めてとなる1位、アメリカ合衆国を含む全世界の楽曲チャートであるBillboard Global 200において日本のアーティストの楽曲として最高位となる7位、動画共有サービス「YouTube」の全世界楽曲チャートであるYouTube music charts TOP 100 songs Globalにおいて世界首位を獲得するなど世界的なヒットとなった。

## 背景・リリース
『【推しの子】』のアニメ化は、2022年6月に発表され、2023年2月19日にYOASOBIがオープニングテーマを担当すること、曲名が「アイドル」であること、漫画の作者・赤坂アカが楽曲の原作となる短編小説を描き下ろしたことが発表された。
メンバーのAyaseは、アニメのテーマソングを歌うことが決定する前から『【推しの子】』を読んでおり、それにより「何かを生み出したい」という創作意欲が湧き、楽曲がリリースされる約1年半前に、楽曲の原型となるデモを個人的に制作していた。
当時の仮タイトルは「究極の奥義」で、喧嘩が強いバトルガールである一方、何かしらの闇を抱えているという設定で、ビデオゲーム「ストリートファイター」の春麗を連想させるチャイナチックな曲調で制作されており、歌詞は「アイドル」とはまったく異なる内容だった。
当初は、Ayaseのソロプロジェクトの一環として、ボーカロイドの楽曲としてリリースされる予定だったが、YOASOBIとしてオープニングテーマを担当することになったため、その計画は変更されることとなった。Ayaseは、オリジナルのデモを基に作曲を進め、最終バージョン「アイドル」が完成することとなった。
放送に先駆け、全国の劇場で上映された『【推しの子】Mother and Children』の予告に本楽曲の一部が使用されており、楽曲のフルバージョンは本編で初公開となった。同年4月5日に、名古屋・日本ガイシホールにて開催されたアリーナツアー「YOASOBI ARENA TOUR 2023 "電光石火"」初日公演で、本楽曲を初披露。

## 音楽性・歌詞
本楽曲は、ヒップホップの要素をベースに、教会の聖歌隊による合唱のようなゴシック・ロック調の特徴を持つポップトラック。『ジャパンタイムズ』のパトリック・セント・ミッシェルは、本楽曲について「秋葉原のライブハウスとアトランタのヒップホップから得たさまざまな影響がミックスされた曲」と評している。
イントロでのゴスペル調のコーラスには、YOASOBIの英語版楽曲にも参加している外国人コーラス隊が参加している。また、本楽曲においては、アニソンダンスパフォーマーのREAL AKIBA BOYZによるコールパートでのバックグラウンドシャウトとゴスペルが特徴的となっている。
本楽曲は、ikuraの節回しが特徴的なトラップビート風のラップパートや、アイドルソングをオマージュした合いの手パート、エレクトロサウンドのサビパートなど、複数のパートが目まぐるしく移り変わる楽曲となっている。
歌詞は、原作者である赤坂アカの小説『45510』とリンクする内容となっている。作品中のアイドルグループ・B小町の星野アイに対して妬みの感情を持つメンバーの内心や、嘘をつきながら完璧なアイドルへと成長を遂げていくアイの心境や出来事など、アイドルの光と影の二面性が表現されている。
また、歌詞は意図的にアニメ第1話のエピソードのみにフォーカスした内容となっている。これは、アイを主人公とした歌詞にしたいというAyaseの思いや、YOASOBIの「小説を音楽にする」という性質から、漫画の原作者である赤坂との対話を通し「アイはその本質を誰も知りえない人物だからこそ究極」であるということをAyaseが理解し、赤坂から楽曲の原作小説である『45510』の原型を貰い、B小町のメンバーから見たアイの姿や出来事をベースにした歌詞となった。これならアイのことを想いつつ、神秘性を守りながら楽曲にできる、とAyaseは思ったという。Ayaseは、それらの理由を以下のように語っている。
| 「                                                                     | この楽曲ではアニメにおける1話の最後、あの瞬間までのことだけを描いていて。アイが生きていたときに思っていたこと、起きた出来事、そしてアクアとルビーに対する愛を語る、そんな楽曲がその後もずっとオープニング主題歌として歌われ続けば、いつまでもアイのことを忘れないし、彼女の存在が伝説になっていくと思ったんですよね。 | 」 |
| — YOASOBI, Ayase（Billboard JAPAN【MONTHLY FEATURE】インタビューより） | |    |

原作小説である『45510』を書いた赤坂は「犯人といっていいのかわからないが、実は犯人の心情が曲になっている」という仕掛けを入れたとのことで「歌詞自体が、ある意味ネタバレである」としている。その構想自体は前からあり、最後までやるか迷っていたが、YOASOBIが大丈夫そうだったのでやったと語っている。『45510』もただのパスワードとして終わらせたくなく、B小町のあったかもしれない友情やそれを最後まで大事にしていた星野アイに注目させる意味もあったとのことで、それは赤坂が謎を解いて終わりにしたくなく、人の感情や思いが込められていたってタイプのミステリーが好きだったからというのが理由で『45510』に出てきたキャラクターには本編の最後に重要な役割を担ってもらったとも述べている。

## 批評
- 音楽評論家のスージー鈴木は「歌詞の内容、および音作りが、小泉今日子「なんてったってアイドル」や、2010年代女性アイドルのパロディとなっている」とし「よく出来すぎていて、普通のアイドルソングよりもアイドルソングっぽいというメタ構造にまで達している」と評している[53]。
- 音楽ライターの小町碧音は、本楽曲が「YOASOBIの楽曲の中でも特筆してボカロ曲のエッセンスを感じる楽曲になっている」と述べ「簡単には心を読ませない理想的なアイドルであるアイの心情を、無機質に近い声色で演じ切った」と評している[51]。
- 音楽プロデューサーの本間昭光は、2024年1月7日にNHK総合で放送されたNHKスペシャル『世界に響く歌 ～日韓POPS新時代～』において、本楽曲のグローバルヒットについて「こんなにいろいろキーもメロディも変わってラップも入って。アイドルオタクの声がさりげなく入っている。キラキラ変わっていくサウンドが世界的な評価につながった」と述べた[54]。

## チャート成績

### Billboard
アメリカのビルボードが公表する日本を含む世界200か国を超える世界の国・地域からなるグローバルチャート「Billboard Global 200」では、日本のアーティストとして最高位となる7位を記録し、「Global 200」から米国を除外したチャート「Global Excl. U.S.」チャートでは、英語版「Idol」のリリースの影響もあり、6月10日付チャートで、日本語楽曲初となる1位を獲得した。Global Excl. U.S.においては6月10日・7月1日・7月8日のチャートにおいて首位を獲得しており、通算3週にわたりチャート首位を記録した。
2023年の「Global 200」の年間チャート「YEAR-END CHARTS Billboard Global 200」では、42位となり、J-POPアーティストとして初となるTOP50入りとなった。また、米国を除外した「Global Excl. U.S.」チャートにおいてもJ-POP史上最高位となる19位を獲得した。

### Billboard JAPAN
2023年4月26日に発表されたBillboard JAPANのダウンロードチャート「Download Songs」1位を獲得、ストリーミングチャート「Streaming Songs」においても、2週連続1位を獲得すると、総合チャート「Hot 100」においても1位を獲得した。
2023年度の年間チャートにおいては「Hot 100」、「Streaming Songs」、「Download Songs」、「Hot Animation」、「UGC Songs」の5チャートにおいて、首位を獲得し、「TikTok Songs Chart」では、2位にランクインした。

#### Hot100
Billboard JAPANの総合チャートである「Hot 100」では、初登場から21週連続、かつ通算22週にわたって総合首位を獲得している。
本チャートでの総合首位は、デビュー曲「夜に駆ける」以来の自身2曲目となる首位獲得となり、通算21週首位獲得は、本チャートにおいて当時通算首位記録を保持していたOfficial髭男dism「Subtitle」（通算13週）を超え、チャート史上歴代最多記録となった。2023年12月の年間チャート発表までの間、総合4位以上を維持しており、2023年の年間チャートにおいて首位を獲得した。
翌年の2024年1月17日発表のチャートでは、12月31日に放映された第74回NHK紅白歌合戦に出演した際のパフォーマンスが話題になったこともあり、19週ぶりに再び首位を獲得し、通算22週総合首位となり、歴代通算首位記録を更新した。
また、Hot100からアニメソングを抽出したランキングであるBillboard Japan Hot Animationでは通算37週・連続21週にわたり首位を獲得しており、通算記録はLiSA「紅蓮華」（通算39週）に次いで2位となっている。

#### Global Japan Songs excl. Japan
2023年9月に設立された「Global Japan Songs excl. Japan」チャートにおいては、本チャートの初回公表となる2023年9月19日付の総合チャートにおいて、首位を獲得している。同日発表の各国別のチャートにおいてはシンガポールで首位、韓国・フランスでは2位を獲得した。

#### Streaming Songs
Billboard JAPANのストリーミングチャートであるBillboard Japan Streaming Songsにおいては、2023年4月12日の楽曲のリリースから1週目となる4月19日（集計期間：4月10日～4月16日）発表のチャートにて8,868,810回再生を記録し、自身2曲目となる週間1位を獲得すると、2週目の4月26日発表のチャートにて週間2,000万回再生を超え20,366,113回再生を記録した。
5週目となる5月17日発表のチャートでは週間2,500万回再生を超える25,860,696回再生を記録すると同時に、ストリーミング1億回再生を突破した。それまでのBillboard Japan Streaming Songsにおいて累計1億回再生突破の最速記録であったOfficial髭男dism「Subtitle」、BTS「Butter」の6週を1週上回り歴代最速記録となった。
その後も2億回（登場9週目）、3億回（登場14週目）、4億回（登場21週目）、5億回（登場30週目）、6億回（登場第41週）、7億回（登場第54週）、8億回（登場第72週）のいずれにおいても到達時点で歴代最速記録を更新している。2025年3月12日付において、登場100週目で累計再生回数9億回を歴代最速で突破した。
| 総再生回数 | 認定日        | 所要週数 | 備考                       | 出典   |
| ---------- | ------------- | -------- | -------------------------- | ------ |
| 1億回      | 2023年5月17日 | 5週      | 歴代最速記録（2023年現在） | [ 72 ] |
| 2億回      | 2023年6月14日 | 9週      | 歴代最速記録（2023年現在） | [ 73 ] |
| 3億回      | 2023年7月19日 | 14週     | 歴代最速記録（2023年現在） | [ 74 ] |
| 4億回      | 2023年9月6日  | 21週     | 歴代最速記録（2023年現在） | [ 75 ] |
| 5億回      | 2023年11月8日 | 30週     | 歴代最速記録（2023年現在） | [ 76 ] |
| 6億回      | 2024年1月24日 | 41週     | 歴代最速記録（2024年現在） | [ 77 ] |
| 7億回      | 2024年4月24日 | 54週     | 歴代最速記録（2024年現在） | [ 78 ] |
| 8億回      | 2024年8月28日 | 72週     | 歴代最速記録（2024年現在） | [ 79 ] |
| 9億回      | 2025年3月12日 | 100週    | 歴代最速記録（2025年現在） | [ 80 ] |

「歴代ストリーミング総再生回数ランキング」においては、2023年12月30日に公表された同年12月24日時点において、ストリーミング再生回数が5.6億回で、歴代楽曲15位にランクインし、翌年の2024年12月30日に公表された同年12月22日時点のランキングでは、ストリーミング回数が8.6億回となり、歴代楽曲5位にランクインした。
| 年度   | 総再生回数 | 歴代楽曲順位 | 集計時点       |
| ------ | ---------- | ------------ | -------------- |
| 2023年 | 5.6億回    | 15           | 2023年12月24日 |
| 2024年 | 8.6億回    | 5            | 2024年12月22日 |

### オリコン
2023年4月26日に発表されたオリコン週間デジタルシングルランキング、および週間ストリーミングランキングにおいて、1位を獲得した。本楽曲のオリコン週間ストリーミングランキングの週間再生数は、YOASOBIの楽曲としては自己最高週間再生回数となった。2023年の年間ランキングでは、合算シングルランキング、デジタルシングルランキング、ストリーミングランキングにおいて、首位を獲得。

#### ストリーミング累計再生回数
5月17日に発表された週間ストリーミングランキングでは、オリコン史上最速の登場5週目で累積再生数が1億回を突破した楽曲となった。
2025年2月5日発表の週間ストリーミングランキングでは、本楽曲がオリコン史上最速の記録を更新した1億回（登場5週目）・2億回（登場9週目）・3億回（登場13週目）・4億回（登場19週目）・5億回（登場28週目）・6億回（登場39週目）・7億回（登場51週目）・8億回（登場69週目）に続き、登場95週目で史上最速となる9億回再生を突破し、それまで9億回再生の最速記録であった「夜に駆ける」の登場216週目の記録を大幅に更新した。
2025年2月5日現在で、累計再生数が9億回再生を突破しているのは「アイドル」、同じくYOASOBIの「夜に駆ける」と優里「ドライフラワー」の3曲のみであり、同一アーティストが通算2作以上で累積再生数9億回を突破するのは、史上初となった。
| 総再生回数 | 認定日         | 所要週数 | 備考                       | 出典   |
| ---------- | -------------- | -------- | -------------------------- | ------ |
| 1億回      | 2023年5月17日  | 5週      | 歴代最速記録（2023年現在） | [ 83 ] |
| 2億回      | 2023年6月14日  | 9週      | 歴代最速記録（2023年現在） | [ 84 ] |
| 3億回      | 2023年7月16日  | 13週     | 歴代最速記録（2023年現在） | [ 85 ] |
| 4億回      | 2023年8月23日  | 19週     | 歴代最速記録（2023年現在） | [ 86 ] |
| 5億回      | 2023年10月25日 | 28週     | 歴代最速記録（2023年現在） | [ 87 ] |
| 6億回      | 2024年1月10日  | 39週     | 歴代最速記録（2024年現在） | [ 88 ] |
| 8億回      | 2024年8月7日   | 69週     | 歴代最速記録（2024年現在） | [ 89 ] |
| 9億回      | 2025年2月5日   | 95週     | 歴代最速記録（2025年現在） | [ 90 ] |

### 日本レコード協会
日本レコード協会からは、ダウンロード認定が2023年6月付でプラチナに認定されており、ストリーミング認定は2023年5月度にプラチナ、同年8月度にトリプル・プラチナ、配信開始から295日となる2024年1月度には、ストリーミング認定において、史上最速となるダイヤモンドに認定された。
| 認定               | 認定基準  | 認定年月  | 備考                          |
| ------------------ | --------- | --------- | ----------------------------- |
| プラチナ           | 1億回以上 | 2023年5月 |                               |
| トリプル・プラチナ | 3億回以上 | 2023年8月 |                               |
| ダイヤモンド       | 5億回以上 | 2024年1月 | 史上最速認定（2024年1月現在） |

## ミュージックビデオ
本楽曲のミュージックビデオのアニメーションは、アニメ『【推しの子】』を手がけた動画工房によって製作され、監督は中山直哉が担当した。4月12日の深夜0時半にYouTubeで公開され、英語バージョン「Idol」ミュージックビデオも5月26日に公開されている。
公開から約1か月後となる5月18日、1億回再生を超え、「夜に駆ける」、「怪物」、「群青」に続き、自身4曲目の1億回再生突破となった。 YouTubeのミュージックビデオを含む公式チャンネルの楽曲別再生回数から集計される世界楽曲チャート「music charts TOP 100 songs Global」において、6月30日から7月6日までの期間で世界首位を獲得しており、期間中の再生回数のうち55%が日本国内、残りが日本国外からの再生であった。
また、BitStarが行った調査によれば、2023年4月から6月までの期間での動画再生数が1億8119万回となり、日本国内の動画（ショート動画を除く）において、動画再生数1位を記録しており、英語版も1638万回再生され第7位にランクインしている。
2023年9月4日時点で、ミュージックビデオは、YouTube上で3億回再生を超え、YouTubeが12月13日に公開した、2023年に公開された音楽動画の日本国内ランキング「年間トップ音楽動画」において、1位となった。2024年7月7日には、自身最速となる5億回再生を超え、公開から2年経過した2025年5月25日には6億回再生を突破した。
また、ニコニコ動画で公開された公式ミュージックビデオは、2023年6月末時点で530万回再生されている。

## ライブパフォーマンス
本楽曲は、2023年4月5日に開催された自身初のアリーナツアー「YOASOBI ARENA TOUR 2023 "電光石火"」日本ガイシホール公演（初日公演）で初披露された。ツアーのうち、6月4日の さいたまスーパーアリーナ公演の模様はYouTubeで公開された。2023年4月24日に新宿TOKYU MILANOにて開催されたTikTokスペシャルライブイベントでも披露された 。
8月には「Head In The Clouds Festival」パサデナ会場に出演し、本楽曲を披露した。同月には「ROCK IN JAPAN FESTIVAL」、「SUMMER SONIC」など、日本国内のフェスティバルでも本楽曲を披露した。「SUMMER SONIC」でのライブ映像は、9月14日にNHKワールド・プレミアムで放送された特別番組『NHK Music Expo 2023』にて、YOASOBIが出演した際に放送された。

## テレビ披露
2023年9月21日に韓国のMnetで放送された音楽番組『M COUNTDOWN』に出演し、本楽曲を披露した。これが、日本国内外含めて初のテレビ披露となった。
同年12月31日には、第74回NHK紅白歌合戦（NHK総合）に出演し、本楽曲を披露した。日本でのテレビ初歌唱となった。紅白歌合戦に出場したアイドル（ano、櫻坂46、JO1、Stray Kids、SEVENTEEN、NiziU、NewJeans、乃木坂46、BE:FIRST、MISAMO、LE SSERAFIM）および、元アイドルで紅白の司会を務める橋本環奈、スペシャルダンサーとして、ダンスチーム・アバンギャルディ、本楽曲にバックグラウンドシャウトとして参加しているREAL AKIBA BOYZとのコラボステージとなった。

## Idol
「Idol」（アイドル）は、日本の音楽ユニット・YOASOBIの楽曲。2023年5月26日に配信限定シングルとしてリリースされた。同年4月12日にリリースされた「アイドル」の英語版であり、英語楽曲としては、17曲目である。

### 概要
YOASOBIの公式Twitterアカウントは、2023年5月6日にボーカルのikuraが、レコーディングスタジオで「アイドル」英語バージョンを録音している様子を公開し、同年5月26日に英語バージョンである「Idol」の配信が開始された。英語詞訳は、Konnie Aokiが担当している。
同日に公開されたミュージックビデオは、公開から3日で734万回再生された。2024年4月12日にリリースされた英語版EP『E-SIDE 3』に収録された。

### 批評
経済学者の成田悠輔は、with digitalの企画「成田悠輔と愛すべき非生産性の世界対談」のYOASOBIへのインタビューにおいて、英語版の歌詞について「『アイドル』の世界的ヒットと「Frog Poem」の関連性」として以下のように述べている。
ふと思い出したのですが、松尾芭蕉の「古池や蛙飛びこむ水の音」という有名な俳句は無数の英訳があり「Frog Poem」という分野になっています。情景を翻訳し、俳句の五・七・五の構造を英語化し、かつ英語の詩として自立させるという離れ業です。その21世紀バージョンがYOASOBIの曲の日英展開なのかなと。—成田悠輔、with digital「成田悠輔と愛すべき非生産性の世界対談」

## 反響

### TikTok上における振り付け動画の流行
ファンによって考案された振り付けを基にした本楽曲のカバーやダンスもTikTok上で乃木坂46やAKB48、FANTASTICS、TWICE、LE SSERAFIM、IVE、ENHYPENなど、日本や韓国のアイドルを中心にバイラルヒットしている。これらの振り付け動画のヒットにより、世界規模のトレンドとなり、2023年11月時点でのTikTokにおける楽曲総再生数は、79億回を突破している。
振付師のakaneが率いるダンスチーム・アバンギャルディが『アメリカズ・ゴット・タレント』（シーズン18）の準決勝で、本楽曲に合わせたパフォーマンスを披露し、視聴者投票で決勝に進出した。

### インターネット・ミーム化
本楽曲とJAM Project「STORM」のサビ部分をつなげたMAD動画から派生した「（君は）完璧で究極のゲッター」が、インターネット・ミームとして話題となり、YOASOBIと水木一郎の公式Twitterがそれぞれ反応を見せ、2023年7月3日には「STORM」のサブスクリプション配信が解禁された。「君は完璧で究極のゲッター」は「ガジェット通信 アニメ流行語大賞2023」金賞、ドワンゴ・ピクシブ「ネット流行語100 2023」niconico賞・トップ20単語賞の2位に選出された。

### 各種ランキングへのランクイン
The Orchardによれば、本楽曲は2023年の年間ランキングでは、全世界を対象としたランキング2件、日本国内を対象としたランキング67件において、1位を獲得している。
Google社が発表した全世界を対象とした「2023年Google検索ランキング」において、本楽曲は「Songs」カテゴリで世界1位、「Hum to Search」（鼻歌で曲を検索する機能）で世界3位となった。また、Yahoo! JAPANが発表した「Yahoo!検索大賞2023」において「楽曲部門」の1位となった。
ストリーミングサービスや配信サイトが発表した2023年の年間ランキングにおいて上位にランクインし、Spotifyやレコチョクでは2023年で日本国内1位となり、Apple Musicでは「2023年トップソング100 :  Sing」において、世界1位、「2023年トップソング100：グローバル」にて、世界7位となった。

## 受賞とノミネート
| 式典                           | 受賞年 | 賞                                                            | 結果       | 出典            |
| ------------------------------ | ------ | ------------------------------------------------------------- | ---------- | --------------- |
| 第65回日本レコード大賞         | 2023年 | 作曲賞                                                        | 受賞       | [ 148 ]         |
| Spring 2023 Anime Awards       | 2023年 | Favorite Opening Theme Song                                   | 受賞       | [ 149 ]         |
| MTV Video Music Awards Japan   | 2023年 | Video of the Year                                             | ノミネート | [ 150 ] [ 151 ] |
| MTV Video Music Awards Japan   | 2023年 | Best Animation Video                                          | 受賞       | [ 152 ]         |
| MTV Video Music Awards Japan   | 2023年 | Song of the Year                                              | 受賞       | [ 152 ]         |
| Yahoo!検索大賞2023             | 2023年 | 楽曲部門                                                      | 受賞       | [ 144 ]         |
| TikTokトレンド大賞             | 2023年 | ミュージック部門                                              | 受賞       | [ 132 ] [ 153 ] |
| 令和5年アニソン大賞            | 2023年 | アニソン大賞                                                  | 受賞       | [ 154 ]         |
| 令和5年アニソン大賞            | 2023年 | 作品賞                                                        | 受賞       | [ 155 ]         |
| CX AWARD 2023                  | 2023年 | CX Award                                                      | 受賞       | [ 156 ]         |
| 日本アニメトレンド大賞         | 2023年 | アニメソング賞                                                | 受賞       | [ 157 ]         |
| ニュータイプアニメアワード     | 2023年 | 主題歌賞                                                      | ノミネート | [ 158 ]         |
| ユーキャン 新語・流行語大賞    | 2023年 | 新語・流行語大賞                                              | ノミネート | [ 159 ]         |
| Anime Trending Awards          | 2024年 | Opening Theme Song of the Year                                | 受賞       | [ 160 ] [ 161 ] |
| クランチロール・アニメアワード | 2024年 | 最優秀アニソン賞                                              | 受賞       | [ 162 ] [ 163 ] |
| クランチロール・アニメアワード | 2024年 | 最優秀オープニング賞                                          | ノミネート | [ 162 ] [ 163 ] |
| 日本ゴールドディスク大賞       | 2024年 | ソング・オブ・ザ・イヤー・バイ・ストリーミング（邦楽）        | 受賞       | [ 164 ]         |
| 日本ゴールドディスク大賞       | 2024年 | ベスト５ソング・バイ・ストリーミング                          | 受賞       | [ 164 ]         |
| 日本ゴールドディスク大賞       | 2024年 | ソング・オブ・ザ・イヤー・バイ・ダウンロード（邦楽）          | 受賞       | [ 164 ]         |
| 日本ゴールドディスク大賞       | 2024年 | ベスト３ソング・バイ・ダウンロード                            | 受賞       | [ 164 ]         |
| 2024年JASRAC賞                 | 2024年 | 金賞                                                          | 受賞       | [ 165 ]         |
| AnimaniA Award                 | 2024年 | Bester Anime-Song                                             | ノミネート | [ 166 ]         |
| Japan Expo Awards              | 2024年 | Daruma du meilleur Opening                                    | 受賞       | [ 167 ]         |
| 2025年JASRAC賞                 | 2025年 | 金賞                                                          | 受賞       | [ 168 ]         |
| MUSIC AWARDS JAPAN 2025        | 2025年 | 最優秀楽曲賞                                                  | ノミネート | [ 169 ]         |
| MUSIC AWARDS JAPAN 2025        | 2025年 | Top Global Hit From Japan                                     | 受賞       | [ 169 ] [ 170 ] |
| MUSIC AWARDS JAPAN 2025        | 2025年 | 最優秀ジャパニーズソング賞                                    | ノミネート | [ 169 ]         |
| MUSIC AWARDS JAPAN 2025        | 2025年 | 最優秀国内アニメ楽曲賞                                        | 受賞       | [ 169 ] [ 171 ] |
| MUSIC AWARDS JAPAN 2025        | 2025年 | 最優秀国内ダンスポップ楽曲賞                                  | ノミネート | [ 169 ]         |
| MUSIC AWARDS JAPAN 2025        | 2025年 | 最優秀バイラル楽曲賞                                          | ノミネート | [ 169 ]         |
| MUSIC AWARDS JAPAN 2025        | 2025年 | Top Japanese Song in Asia                                     | ノミネート | [ 169 ]         |
| MUSIC AWARDS JAPAN 2025        | 2025年 | Top Japanese Song in Europe                                   | ノミネート | [ 169 ]         |
| MUSIC AWARDS JAPAN 2025        | 2025年 | 最優秀ミュージックビデオ賞                                    | 受賞       | [ 169 ] [ 172 ] |
| MUSIC AWARDS JAPAN 2025        | 2025年 | Top Japanese Song in Latin America                            | ノミネート | [ 169 ]         |
| MUSIC AWARDS JAPAN 2025        | 2025年 | ベスト・オブ・リスナーズチョイス：国内楽曲 powered by Spotify | ノミネート | [ 169 ]         |
| MUSIC AWARDS JAPAN 2025        | 2025年 | Song of the Year for Creators                                 | 受賞       | [ 173 ]         |

## 収録内容

### CD
| 全作曲・編曲: Ayase。 |                             |                             |            |      |
| #                     | タイトル                    | 作詞                        | 作曲・編曲 | 時間 |
| 1.                    | 「アイドル」                | Ayase                       | Ayase      | 3:31 |
| 2.                    | 「Idol」                    | - Ayase - 英訳: Konnie Aoki | Ayase      | 3:31 |
| 3.                    | 「アイドル -Anime Edit-」   | Ayase                       | Ayase      | 1:29 |
| 4.                    | 「アイドル -Instrumental-」 |                             | Ayase      | 3:31 |
| 合計時間:             | 合計時間:                   | 合計時間:                   | 12:02      |      |

### 7インチ
| 全作曲・編曲: Ayase。 |              |                             |            |      |
| #                     | タイトル     | 作詞                        | 作曲・編曲 | 時間 |
| 1.                    | 「アイドル」 | Ayase                       | Ayase      | 3:31 |
| 2.                    | 「Idol」     | - Ayase - 英訳: Konnie Aoki | Ayase      | 3:31 |
| 合計時間:             | 合計時間:    | 合計時間:                   | 7:02       |      |

| 全作曲・編曲: Ayase。 |                             |           |            |      |
| #                     | タイトル                    | 作詞      | 作曲・編曲 | 時間 |
| 1.                    | 「アイドル -Anime Edit-」   | Ayase     | Ayase      | 1:29 |
| 2.                    | 「アイドル -Instrumental-」 |           | Ayase      | 3:31 |
| 合計時間:             | 合計時間:                   | 合計時間: | 5:00       |      |

### 12インチ
| 全作曲・編曲: Ayase。 |                                           |                             |            |      |
| #                     | タイトル                                  | 作詞                        | 作曲・編曲 | 時間 |
| 1.                    | 「アイドル」                              | Ayase                       | Ayase      | 3:31 |
| 2.                    | 「Idol」                                  | - Ayase - 英訳: Konnie Aoki | Ayase      | 3:31 |
| 3.                    | 「アイドル -Anime Edit-」                 | Ayase                       | Ayase      | 1:29 |
| 4.                    | 「アイドル -Sped Up & Pitch Up Version-」 | Ayase                       | Ayase      | 2:56 |
| 5.                    | 「アイドル -Instrumental-」               |                             | Ayase      | 3:31 |
| 合計時間:             | 合計時間:                                 | 合計時間:                   | 14:58      |      |

| 全作曲・編曲: Ayase。 |                                         |           |            |      |
| #                     | タイトル                                | 作詞      | 作曲・編曲 | 時間 |
| 1.                    | 「たぶん」                              | Ayase     | Ayase      | 4:16 |
| 2.                    | 「たぶん -Sped Up & Pitch Up Version-」 | Ayase     | Ayase      | 2:59 |
| 3.                    | 「たぶん -Instrumental-」               |           | Ayase      |      |
| 合計時間:             | 合計時間:                               | 合計時間: | 7:15       |      |

## クレジット
CD盤より引用。

### 参加ミュージシャン
YOASOBI
- Ayase – コンポーザー
- ikura – ボーカル

| アイドル - Ayase – 作詞・作曲・編曲 - Konnie Aoki – バックコーラス - Ebony Bowens – バックコーラス - Chloe Kibble – バックコーラス - Marista Stubbs – バックコーラス - Imani J. Dawson – バックコーラス - Kyte – バックコーラス - Lyle Carr – バックコーラス - Andrew Soda – バックコーラス - REAL AKIBA BOYZ – シャウト | Idol - Ayase – 作詞・作曲・編曲 - Konnie Aoki – バックコーラス・英訳・英語版ボーカルディレクション - BFNK – 英語版ボーカルディレクション - Ebony Bowens – バックコーラス - Chloe Kibble – バックコーラス - Marista Stubbs – バックコーラス - Imani J. Dawson – バックコーラス - Kyte – バックコーラス - Lyle Carr – バックコーラス - Andrew Soda – バックコーラス - REAL AKIBA BOYZ – シャウト |

### ノベル
- 赤坂アカ『45510』- 原作

## チャート

### 週間チャート
| チャート                                          | 順位 |
| ------------------------------------------------- | ---- |
| Global 200（ビルボード）                          | 7    |
| Global Excl. U.S.（ビルボード）                   | 1    |
| 香港（ビルボード）                                | 2    |
| Billboard Japan Hot 100                           | 1    |
| Hot Animation（Billboard Japan）                  | 1    |
| Global Japan Songs Excl. Japan（Billboard Japan） | 1    |
| 合算シングルランキング (オリコン)                 | 1    |
| マレーシア（ビルボード）                          | 19   |
| New Zealand Hot Singles（RMNZ）                   | 19   |
| シンガポール（RIAS）                              | 10   |
| 韓国 サークル・デジタル・チャート（Circle）       | 68   |
| 台湾（ビルボード）                                | 2    |
| ベトナム（Vietnam Hot 100）                       | 27   |

### 月間チャート
| チャート         | 順位 |
| ---------------- | ---- |
| 日本（オリコン） | 9    |
| 韓国（Circle）   | 84   |

### 上半期チャート
| チャート （2023年）                        | 順位 |
| ------------------------------------------ | ---- |
| Billboard Japan Hot 100（Billboard Japan） | 3    |
| Hot Animation（Billboard Japan）           | 2    |

| チャート （2024年）                               | 順位 |
| ------------------------------------------------- | ---- |
| Billboard Japan Hot 100（Billboard Japan）        | 3    |
| Streaming Songs（Billboard JAPAN）                | 3    |
| Hot Animation（Billboard Japan）                  | 2    |
| UGC Songs（Billboard JAPAN）                      | 3    |
| Global Japan Songs Excl. Japan（Billboard Japan） | 2    |

### 年間チャート
| チャート                                          | 順位   | 順位   |
| チャート                                          | 2023年 | 2024年 |
| ------------------------------------------------- | ------ | ------ |
| Global 200（ビルボード）                          | 42     | N/A    |
| Global (excl. US) (ビルボード)                    | 19     | N/A    |
| The Hottest Hits Outside The U.S.(ビルボード)     | 6      | N/A    |
| Billboard Japan Hot 100（Billboard JAPAN）        | 1      | 4      |
| Streaming Songs（Billboard JAPAN）                | 1      | 5      |
| Download Songs（Billboard JAPAN）                 | 1      | 11     |
| Hot Animation（Billboard JAPAN）                  | 1      | 2      |
| UGC Songs（Billboard JAPAN）                      | 1      | 2      |
| TikTok Songs Chart（Billboard JAPAN）             | 2      | N/A    |
| Top Singles Sales（Billboard JAPAN）              | 94     | N/A    |
| Global Japan Songs Excl. Japan（Billboard JAPAN） | N/A    | 2      |
| ストリーミング（オリコン）                        | 1      | 6      |
| デジタルシングル（単曲）（オリコン）              | 1      | 10     |
| 合算シングル（オリコン）                          | 1      | 8      |
| 韓国(Circle)                                      | 158    | N/A    |

## 認定
|                                | 認定 (RIAJ)      | 売上/再生回数  |
| ------------------------------ | ---------------- | -------------- |
| ダウンロード                   | ダブル・プラチナ | 500,000 DL     |
| ストリーミング                 | ダイヤモンド     | 500,000,000 回 |
| *認定のみに基づく売上/再生回数 |                  |                |

## リリース日一覧
| 地域     | 日付           | 規格                                   | バージョン                | レーベル                              | 出典    |
| -------- | -------------- | -------------------------------------- | ------------------------- | ------------------------------------- | ------- |
| 世界     | 2023年4月12日  | デジタル・ダウンロード ストリーミング  | 「アイドル」              | Sony Music Entertainment (Japan) Inc. | [ 213 ] |
| 世界     | 2023年5月26日  | デジタル・ダウンロード ストリーミング  | 「Idol」                  | Sony Music Entertainment (Japan) Inc. | [ 214 ] |
| 日本     | 2023年6月21日  | CD+小説                                | - 「アイドル」 - 「Idol」 | Sony Music Entertainment (Japan) Inc. | [ 215 ] |
| 日本     | 2023年7月26日  | 7inchシングル盤+ポスター型ブックレット | - 「アイドル」 - 「Idol」 | Sony Music Entertainment (Japan) Inc. |         |
| 台湾     | 2023年6月30日  | CD+小説                                | - 「アイドル」 - 「Idol」 | Sony Music Taiwan                     | [ 216 ] |
| 台湾     | 2023年8月18日  | 7inchシングル盤                        | - 「アイドル」 - 「Idol」 | Sony Music Taiwan                     | [ 217 ] |
| アメリカ | 2024年11月15日 | 12inchシングル盤                       | - 「アイドル」 - 「Idol」 | Milan Records                         | [ 218 ] |

## タイアップ
| 年     | タイトル | タイアップ                                          |
| ------ | -------- | --------------------------------------------------- |
| 2023年 | アイドル | テレビアニメ『【推しの子】』第1期オープニングテーマ |
| 2024年 | アイドル | 東京都「TOKYO Night & Light」使用楽曲               |

## カバー
| アーティスト                                | 収録作品                      | 発売日         | 備考                                                                  |
| ------------------------------------------- | ----------------------------- | -------------- | --------------------------------------------------------------------- |
| 稗田寧々 & 守屋亨香 from DIALOGUE+          | 『アイドル from CrosSing』    | 2023年9月20日  | カバーソングプロジェクト『CrosSing - Music&Voice-』としてのリリース。 |
| 稗田寧々 & 守屋亨香 from DIALOGUE+          | 『CrosSing Collection vol.3』 | 2023年11月22日 | カバーソングプロジェクト『CrosSing - Music&Voice-』としてのリリース。 |
| ユッコ・ミラー                              | 『Ambivalent』                | 2023年11月1日  | サックスによるインストゥルメンタル。                                  |
| 野田愛実                                    | 『THE COVERS EP vol.5』       | 2024年2月7日   |                                                                       |
| Lumin（ダイアナ・ガーネット）               | 『アイドル』                  | 2024年2月15日  |                                                                       |
| JBB（中川晃教、藤岡正明、東啓介、大山真志） | 『アイドル』                  | 2024年5月27日  |                                                                       |

この他、アニメ『【推しの子】』でアイ役を演じた高橋李依が、2023年11月26日開催の「TVアニメ【推しの子】スペシャルイベント『苺プロダクション☆ファン感謝祭 2023』」ライブコーナーで、本楽曲のカバーを披露、2024年2月2日にアニメ公式YouTubeチャンネルにて、PV形式のカバー動画を公開している。